# Sensitive Pornograph
 (транслит.  — осетљиви порнограф) јапанска је оригинална видео анимација коју је написала и режирала Ашика Сакура. Анимацију су урадили студио Финикс ентертејнмент и Диџитал воркс, док је дистрибутер Кити медија.

## Продукција
Иако постоје четири главна лика, осморо је главних глумаца. Наиме, сваком главном лику из техничких разлога глас позајмљују по два глумца. Тако Сеиџија Јамаду глуме Кеничи Сузумура и Масанобу Наками, Соноа Ханасакија Киносуке Мицуока и Кишо Танијама, Коџија Уена Шинџи Кавада и Цунејоши Шикура, а Акија Ајамацуа Еиџи Готаке и Нобујуки Хијама.
Оригинална видео анимација је рађена по Ашикиној манги. Као и манга, и видео адаптација се састоји из делова. За разлику од манге која их има шест, аниме има само два — Sensitive Pornograph и Aigan-mono wa o heya no naka (愛玩物はお部屋の中 — омиљена ствар у соби), често приказиван и као Trophies Belong in the Bedroom (плен је за собу). Анимација траје око пола сата, а прва прича је мало дужа од друге. Екплицитнија је од манге, па је намењена искључиво за особе старије од осамнаест година.

## Први део
Прича почиње сретањем Сеиџија Јамаде, младог писца шонен манге, и Соноа Ханасакија, писца хентаја. Иако је Соно Сеиџијев омиљени мангака, он мисли да је Ханасаки заправо жена и заљубљује се у њега. Откриће да је ипак у питању мушкарац не спречава их да остваре интимну везу. Након што сазна за Соноове прошле краткотрајне везе, Јамада се удаљава од њега. Међутим, враћа се када схвати да је Ханасакија то повредило.
Први део је дужи од другог и има романтичну причу, за разлику од другог у којем је прича већином сексуална. Садржи доста хумора, али и екплицитне приказе секса, присутне и у цензурисаним и нецензурисаним верзијама.

## Други део
Други део почиње када Коџи Уено, који хонорарно ради као чувар кућних љубимаца, добије захтев да се брине о зецу Аки-чану. Када дође до дате адресе, он увиђа да зеца нема. Уместо тога, у ормару налази нагог и везаног мушкарца, сексуалног роба Јасуде, који је унајмио чувара. Након што га Коџи одвеже, Аки му објашњава како је његов господар и раније слао странце да са њим имају секс, али да је ово први пут да послати и не зна где заправо иде. Објашњава му и како их Јасуда сигурно гледа преко скривене камере, и да ће се наљутити, можда га чак и повредити, ако Уено одбије секс.
Аки очекује да Коџи преузме пасивну улогу, мислећи да ће сам одрадити сав посао. Међутим, Уено преузима активну улогу, те њих двојица имају прави секс. Према Акијевој препоруци, чувар кућних љубимаца одлази пре него што се Јасуда врати. Господар се враћа кући и жели да роба поново завеже. Он се одупире и каже да му је доста свега. Након неког времена, Коџи среће Акија у школи. Пита га како је побегао, а овај му одговара да се сада већ бившем господару супротставио. Зато га је претукао и избацио из куће. Аки се онда уписао у школу. Аниме се завршава назнакама да ће Аки и Уено наставити везу.